# Czechizm
Czechizm, czeszyzm, bohemizm (od Bohemia – łacińskiej nazwy Czech) – element językowy zapożyczony z języka czeskiego i funkcjonujący stale w obrębie innego języka. Słowo „czechizm” może też oznaczać doraźne wprowadzenie elementów języka czeskiego do tekstu, np. w celach artystycznych lub stylizacyjnych.
Do czechizmów międzynarodowych należy słowo „robot”, czeski neologizm ze sztuki science fiction Karla Čapka R.U.R., które upowszechniło się w wielu językach świata, w tym polskim. Innym czechizmem międzynarodowym jest słowo „polka” (czeski taniec narodowy, dosł. kółko) lub „pistolet” (ang. „pistol”, niem. „Pistole”, hiszp. „pistola”) od czeskiego píšťala – „gwizdek”.

## Czechizmy w języku polskim
W przypadku polsko-czeskich związków językowych można mówić o trzech falach napływu czeskiego słownictwa na polski grunt językowy (tzw. trzy fale bohemizmów):
1. Pierwsza fala bohemizmów w X w.
2. Druga fala bohemizmów między XIV-XV w.
3. Trzecia fala bohemizmów w pierwszej połowie XVI w.

Szczególnie dużo zapożyczeń językowych za pośrednictwem języka czeskiego pojawiło się w języku polskim w średniowieczu (od X wieku, okres pierwszej fali bohemizmów), co wiąże się głównie z przyjęciem chrześcijaństwa za pośrednictwem czeskim. Są to głównie słowa związane z działalnością kościelną, takie jak „ołtarz”, „msza”, „kościół”. 77% polskich terminów religijnych pochodzi właśnie z tego okresu. Niekiedy słowa zapożyczone z języka czeskiego mają swój rdzenny rodowód w łacinie, jak w przypadku słów „ołtarz” – łac. altare, „msza” – łac. missa, „kościół” – od łac. castellum – „twierdza” (zdrobnienie od łac. castra „obóz”; od castellum pochodzą także polski kasztel i kasztelan oraz ang. castle – „zamek”). W takim wypadku jest to zapożyczenie z łaciny za pośrednictwem czeskiego. Jednocześnie, wyrazy łacińskie pojawiły się w czeszczyźnie często za pośrednictwem języka niemieckiego (np. polski „klasztor” pochodzi od czeskiego klášter, ten zaś od staroniemieckiego kloster, który w końcu wywodzi się od łacińskiego claustrum). W wieku XIV–XVI istniała intensywna wymiana kulturowa pomiędzy Polską a Czechami, co znalazło swój wyraz w polskim słownictwie i w ortografii. Przenikanie do polszczyzny bohemizmów miało miejsce m.in. w związku z przekładami Psałterza i całej Biblii. Wpływy z czeskiego pojawiają się m.in. w nazwach miejscowości przygranicznych – m.in. „Głubczyce” zamiast „Głąbczyce” (nazwa patronimiczna „potomkowie Głąbka”), „Prudnik” zamiast „Prądnik” (nazwa utworzona od rzeczownika „prąd” [prąd rzeczny], czeski „proud”). Wpływy czeskie ustają po XVI w.
Język czeski był też często arbitrem podczas współzawodnictwa różnych formantów językowych, np. przy konkurencji „na-” z „naj-” w stopniu najwyższym przymiotnika lub przysłówka wpłynęły na ostateczne zwycięstwo przyrostka naj-. Zaś polskie słowo „brona”, pierwotnie oznaczające ‘wejście do grodu’, zostało zastąpione czeską „bramą” (czeskie „brána”). Co więcej, średniopolskie ‘wiesiele’ zostało zastąpione czeskim ‘weselem’, a kolor ‘czerwiony’ – dzisiejszym ‘czerwonym’ (po. czeskie „červený”), jak również dzisiejsza ‘hańba’ zamiast dialektalnej ‘gańby’. Z języka czeskiego pochodzą formy skrócone (kontrakcja czeska), np. ma obok moja, stać obok (archaicznego dziś) stojać. Także w onomastyce znaleźć można ślady czechizmów, na przykład czeskie imię Władysław zastąpiło polskiego Włodzisława, zaś Wacław – Więcysława. Z języka czeskiego pochodzą także słowa tworzące dublety z polskimi, np. polskie stróż i pożyczka czeska straż mają inne znaczenie, choć tę samą etymologią (różnią się wynikiem przestawki głosek płynnych).
Podobnie z czeskiego w czasach najnowszych zapożyczone zostało słowo „lustracja” (czeskie „lustrace”) na oznaczanie prześwietlania tajnych współpracowników dawnych służb bezpieczeństwa. W dawnej polszczyźnie lustracja oznaczała po prostu przegląd (np. lustracja dóbr koronnych) albo wizytację.
Obecnie język polski i czeski mają około 27% słownictwa o identycznym lub podobnym brzmieniu, chociaż niektóre wyrazy nabrały innego znaczenia (stąd czesko-polskie nieporozumienia językowe, które mogą wywoływać wrażenie śmieszności).